# Surveyor 1
Surveyor 1 was een Amerikaanse onbemande ruimtevlucht uit 1966. Voor het eerst slaagde NASA er in om een zachte landing op de maan uit te voeren. De eer voor de allereerste zachte maanlanding komt echter de Russische Loena 9 toe, die hier vier maanden eerder in slaagde.
Deze missie had meerdere doelen, maar in feite kwam deze neer op een proefvlucht. Als praktijktest voor de boordinstrumenten van de Surveyor maansonde, als proefvlucht voor de draagraket om aan te tonen dat deze in staat was het toestel daadwerkelijk in een baan naar de maan te schieten en daarnaast fungeerde deze missie als proeftuin voor het DSN. Verder gebruikte NASA de ingekomen vluchtgegevens van Surveyor 1 om te kijken of het ontwerp deugdelijk was. Pas als dit lukte waren eventuele gegevens over de maan weliswaar mooi meegenomen, maar in dit prille stadium van het Surveyorprogramma zeker niet het belangrijkst.

## Specificaties

### Ontwerp
Surveyor 1 bestond uit een driehoekig, 27 kg zwaar frame van dunwandige aluminium buizen, dat ruimte bood aan de nuttige lading. De drie (tijdens lancering opgevouwen) uitklapbare landingspoten waren uitgerust met schokbrekers om de klap van de landing op te vangen en staken 4,30 m uit. Het ruimtevaartuig was in totaal 3 meter hoog, de antenne stak een meter boven de top van het voertuig uit. Vanuit technisch oogpunt was de Amerikaanse Surveyor aanzienlijk geavanceerder dan de Russische Loena.

### Vluchtinstrumenten
Energie kreeg de sonde door een zonnepaneel met 792 zonnecellen met een oppervlakte van 0,855 m², dat maximaal 85 W vermogen opwekte, dat werd opgeslagen in oplaadbare zilver-zink-accu's. Voor communicatie met de Aarde zorgden drie antennes: een vlakke, beweegbare hooggevoelige antenne om tv-beelden over te seinen en twee in alle richtingen gevoelige conische antennes op uitklapbare stangen om commando's te ontvangen en overige gegevens te versturen. Hiervoor beschikte de verkenner over twee radiozenders en twee ontvangers.
Temperatuurregeling vond plaats met behulp van witte verf, het polijsten van de onderkant en aanbrengen van een laag die veel infraroodstraling weerkaatste.
Het toestel was uitgerust met twee hermetisch geïsoleerde compartimenten. Deze hadden thermostaten en elektrische verwarming, samen met hittegeleidende panelen en isolatiedekens. De minst gevoelige apparatuur, die de instructies en inkomende signalen verwerkte, functioneerde tussen -20° en +50 °C. Het andere compartiment herbergde de voeding en communicatieapparatuur en functioneerde tussen +5° en +50 °C. Surveyor 1 was uitgerust met meer dan honderd sensors om de werking van de technische componenten van het vaartuig nauwkeurig te kunnen beoordelen.
Een Canopuszoeker, zonnesensor en gyroscopen op de drie bewegingsassen zorgden voor standregeling tijdens kruisvlucht, werkend op stikstofraketjes. Drie in stuwkracht regelbare motoren werden gebruikt voor koerscorrecties en landing. Deze hadden een regelbare stuwkracht tussen 130 en 460 N en gebruikten hydrazine, dat was opgeslagen in bolvormige tanks. Ten slotte had de verkenner een sferisch gevormde, op vaste brandstof werkende remraket, die in het midden aan de onderkant was bevestigd. De hoofdremraket nam met meer dan 60% van het totale gewicht een groot deel van de nuttige lading in beslag. Het gewicht van de benodigde brandstof voor de hulpmotoren hieraan toegevoegd, resteerde er slechts weinig ruimte voor wetenschappelijke instrumenten.
Hoogtemarkeringsradar bepaalde het tijdstip van ontbranding van de remraket en zorgden voor de eerste afremming. Nadat deze was uitgebrand, stootte de sonde zowel radar als raket af, waarna dopplerradar en radarhoogtemeters het overnamen. Deze zonden informatie naar de automatische piloot die de drie regelbare motoren bestuurde. Op ± 4 meter hoogte schakelden de motoren zich uit, waarna de Surveyor landde.

### Wetenschappelijke instrumenten

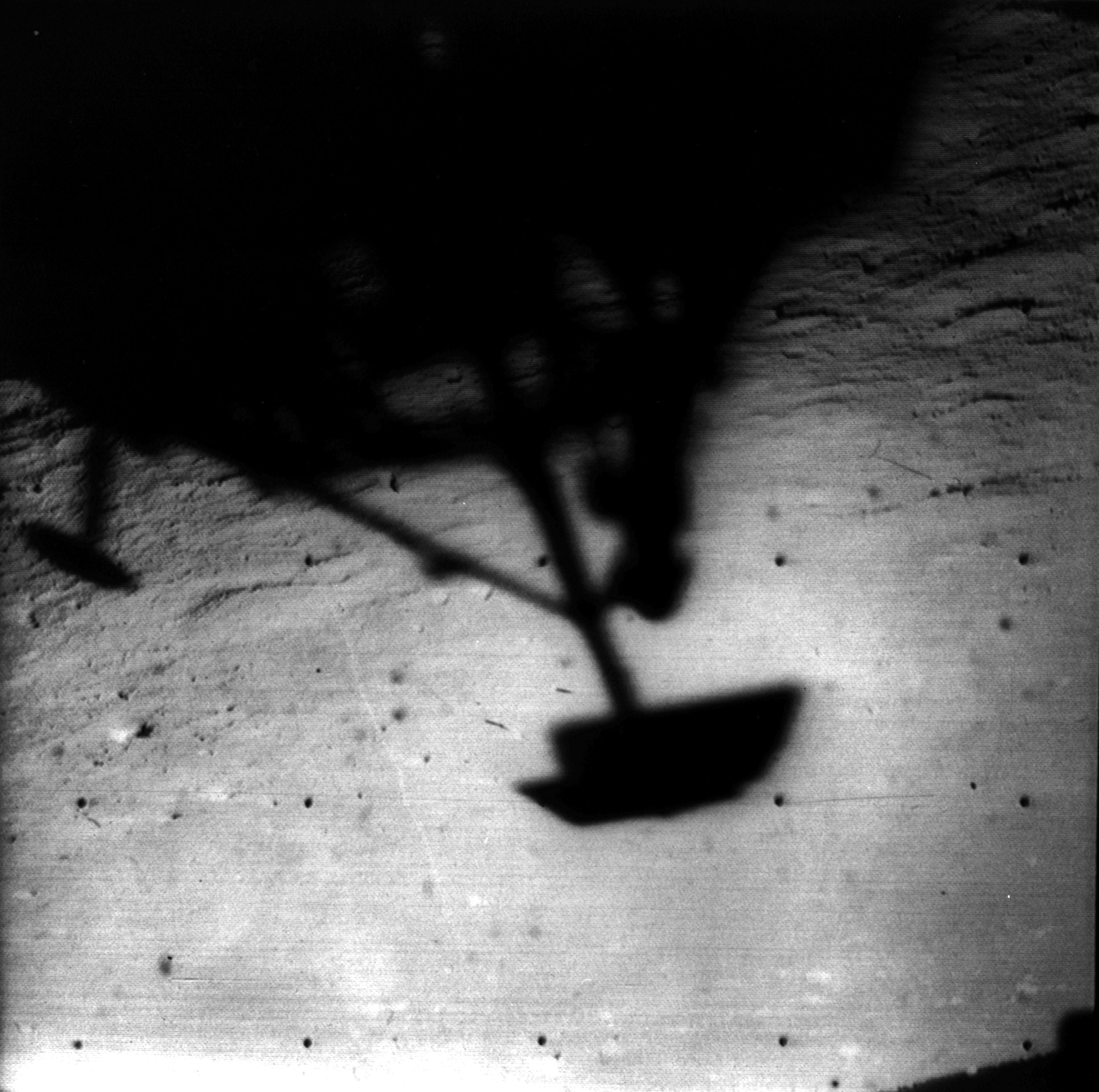
Schaduw van Surveyor 1 op het maanoppervlak, beeld staat ondersteboven. In de rechterbenedenhoek is een deel van de horizon te zien

De aard van de nuttige lading van de Surveyors varieerde, slechts de tv-camera was een vast onderdeel. Surveyor 1 droeg slechts twee instrumenten:
- Twee tv-camera's, een om de nadering van de maan vast te leggen (die niet werd gebruikt) en een om na landing opnames van het maanoppervlak te maken.
Deze laatste beschikte over twee lenzen met een brandpuntsafstand van 100 mm en 25 mm met filters en een hoek van 16° ten opzichte van de centrale as van het vaartuig. De camera hing onder een beweegbare spiegel, kon een volledige 360° draaien en tussen +40° tot -65° omhoog of omlaag worden gericht, zodat zowel opnames van de horizon als van de bodem op zeer geringe afstand mogelijk waren. Twee hulpspiegels boden de camera blik op de bodem onder de motoren en een van de landingspoten. 
De lage resolutie van 200 beeldlijnen verzond de Surveyor via de nietrichtinggevoelige antennes en het duurde 61,8 seconden om een beeld af te tasten en vervolgens 20 seconden om te verzenden, bij een bandbreedte van 1,2 kHz. De hoge resolutie van 600 beeldlijnen seinde hij over via de richtbare antenne, waarbij het 3,6 seconden kostte om een beeld af te tasten en 1 seconde om te versturen met 220 kHz bandbreedte.

Verder beschikte Surveyor 1 over thermometers. Schokbrekers in de drie landingspoten verzamelden gegevens over de draagkracht van de maanbodem voor de komende Apollomissies.

### Massa
De massa van Surveyor 1 tijdens lancering was 995,2 kg, na landing op de Maan was dit nog 294,3 kg.

## Missieverloop

### Lancering
Surveyor 1 werd gelanceerd op 30 mei 1966 14.41 uur UTC met behulp van een Atlas-Centaur draagraket vanaf platform 36A op Cape Canaveral. Deze schoot hem, zonder gebruikmaking van een parkeerbaan, in een rechtstreekse baan naar de maan. Op 31 mei werd halverwege een geslaagde koerscorrectie uitgevoerd met behulp van de correctiemotoren.

### Landing op de Maan

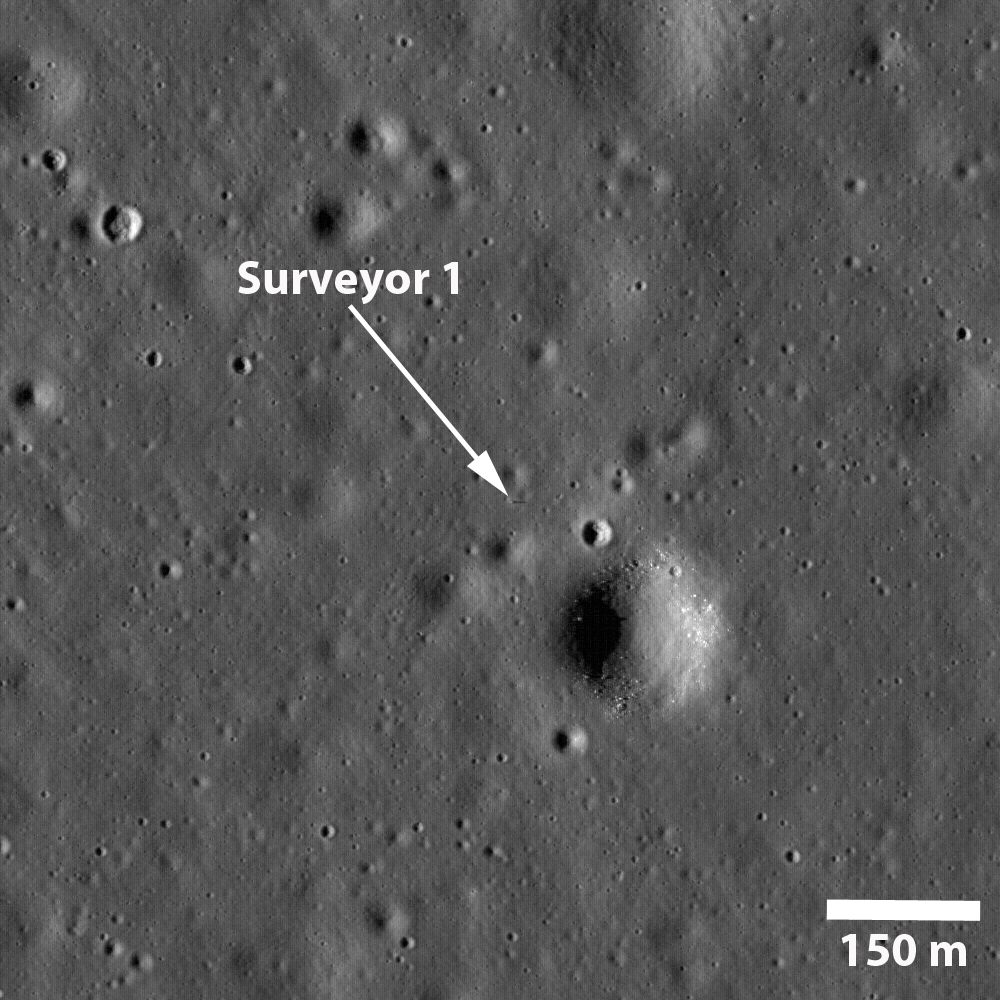
Landingsplaats van Surveyor 1, gefotografeerd door de Lunar Reconnaissance Orbiter

Op 2 juni bereikte de maansonde, na een vlucht van 63 uur, zijn toegewezen landingsgebied en richtte de remraket naar de maan. De hoogteradar bepaalde het juiste ontstekingsmoment. Op 75,3 km hoogte bij een snelheid van 9403 km/u ontbrandden zowel de remraket als correctiemotoren. Deze brachten in 40 seconden de snelheid terug tot 396 km/u. Vervolgens wierp het toestel op een hoogte van ± 11 km de hoofdremraket af; de correctiemotoren, aangestuurd door hoogtemeter en dopplerradar, zorgden voor verdere afname van de snelheid. Op een hoogte van 3,4 m was deze gereduceerd tot 10 km/u, waarna Surveyor 1 zijn motoren uitschakelde om de landingsplaats niet te verstoren. In vrije val voerde Surveyor 1 vervolgens, na een vlucht van 63,6 uur, de eerste Amerikaanse zachte maanlanding uit op 2 juni 1966 om 6.17.36 uur UTC. De landingslocatie werd ruim 40 jaar later waargenomen op foto's genomen door de Lunar Reconnaissance Orbiter, waarop de sonde zichtbaar was. De Surveyor 1 landde slechts 14 km van zijn oorspronkelijke doel, in het zuidwestelijke kwadrant van Oceanus Procellarum, op een relatief vlak gebied in de kraterrestant Flamsteed P, 100 km ten noorden van de Flamsteed krater, op een positie van 43,339° W en 2,474° Z.

### Na de landing
Onmiddellijk na de landing begon NASA met het testen van de diverse systemen, hetgeen een uur in beslag nam. Hierop startte Surveyor 1 met het maken van opnames van het maanoppervlak. De lander kwam goed weg; panoramafoto's toonden veel rotsblokken op de landingsplaats van een meter grootte. Aan de horizon waren de contouren van lage gebergtes zichtbaar. Tevens verzond de sonde gegevens betreffende draagkracht en radarreflectie van de maanbodem. Door temperatuurmetingen aan boord verkreeg de vluchtleiding een indruk van de heersende temperaturen op het maanoppervlak.
Tussen 2 en 14 juni zond Surveyor 1 10.338 opnamen over; toen viel de koude maannacht in, met temperaturen die tot (gemiddeld) -150° C kunnen zakken. Surveyor 1 bleek taai genoeg om die te doorstaan en op 7 juli, tegen het middaguur van de volgende maandag, seinde het toestel wederom foto's naar de Aarde. Bijna een week later had de vluchtleiding in totaal 11.240 opnamen ontvangen. Echter nu stak een technisch probleem de kop op.

### Energiegebrek
Een lage acculading noodzaakte NASA om op 13 juli om 7.30 uur UTC, toen de zon juist opnieuw was ondergegaan, de missie beëindigen. Wél onderhield ze tot 7 januari 1967 radiocontact voor technische metingen. Door de zeer slechte beginresultaten van het Rangerprogramma had de ruimtevaartorganisatie haar lesje in deze wel geleerd.  De Surveyor 1 overleefde verscheidene maannachten en bleef van alle Surveyors veruit het langst functioneren.

## Resultaat
Al met al bereikte Surveyor 1 alle gestelde doelen. Dit uitmuntende resultaat gold daarom als een groot succes voor de Amerikaanse ruimtevaart. In deze beginjaren van de ruimtevaart was een gunstige afloop van deze pioniersmissies, door de vele nieuwe technische problemen waar zowel de Russen als Amerikanen zich voor gesteld zagen, namelijk allerminst gegarandeerd.